# Charles de Lorme
Charles de Lorme, Charles Delorme, Charles d'lorm o Charles De l'Orme (Moulins, Allier, 1584-Moulins, 24 de junio de 1678) fue un médico francés que ejerció en varias regiones de Europa durante el siglo XVII. 

## Biografía
Charles era hijo de Jean Delorme (profesor de la Universidad de Montpellier), quien fue el médico principal de Maria de Médici. Esto finalmente abrió las puertas para la carrera médica de Charles poco después de graduarse de la Universidad de Montpellier en 1607 a la edad de 23 años. Primero vino a París después de graduarse para practicar la medicina bajo la atenta mirada de su padre, hasta que estuvo listo para practicar. como médico regular por su cuenta.
Charles fue el médico personal de varios miembros de la familia real de la Casa de los Medici desde 1610 hasta 1650. Fue el médico principal de Louis the Justo después de que su padre se retiró y, además, se convirtió en el médico principal del hermano del rey Gastón, duque de Orleans. a partir de 1629.
Charles era el médico jefe de tres reyes franceses, Enrique IV, Luis XIII y Luis XIV. [8] Tenía mucha reputación en su profesión de médico. Adquirió la amistad del cardenal Richelieu y el canciller Pierre Séguier, quienes le otorgaron una pensión.
No hay registros de sus matrimonios, excepto que se casó por tercera vez con una esposa que murió luego de un año, habiéndose casado con ella a los 86 años, y a la que sobrevivió otros ocho años hasta fallecer a los 94.